# Ninette
Ninette es una película de cine española dirigida por José Luis Garci y estrenada en 2005.

## Argumento
Ninette Sánchez (Elsa Pataky) es una inteligente, sexy, graciosa y espontánea muchacha parisina que trabaja en las Galerías Lafayette. Con su naturalidad y belleza tiene enamorado al personal, sobre todo a Andrés (Carlos Hipólito), un humilde vendedor español que cae rendido a sus múltiples encantos. Pero los padres de la chica, Pedro (Fernando Delgado) y Bernarda (Beatriz Carvajal) no se lo pondrán fácil.

## Reparto
| Actor/Actriz            | Personaje                              |
| ----------------------- | -------------------------------------- |
| Carlos Hipólito         | Andrés                                 |
| Elsa Pataky             | Alejandra 'Ninette'                    |
| Enrique Villén          | Armando                                |
| Beatriz Carvajal        | Madame Bernarda                        |
| Fernando Delgado        | Monsieur Pierre                        |
| Mar Regueras            | Maruja                                 |
| Miguel Rellán           | Don Roque                              |
| Javivi                  | Vecino de Ninette / Director del hotel |
| Carlos Iglesias         | Jugador de mus                         |
| Eduardo Gómez           | Jugador de mus                         |
| Jorge Roelas            | Jugador de mus                         |
| Luis José Ventin        |                                        |
| María Elena Flores      | Melchora                               |
| Luis Fernández de Eribe |                                        |

## Producción
Basada en las obras de teatro Ninette y un señor de Murcia y Ninette, modas de París, de Miguel Mihura. Se invirtió un presupuesto de 600.000 euros para promocionar la película. El primer papel protagonista de la actriz Elsa Pataky fue muy bien recibido por la crítica que vieron en ella una actriz con aptitudes cómicas.
No fue la primera vez que esta obra teatral pasó al cine. En 1965 Fernando Fernán Gómez dirigió la primera adaptación titulada precisamente Ninette y un señor de Murcia.

## Palmarés cinematográfico

### XX edición de los Premios Goya
| Categoría                 | Persona                           | Resultado  |
| ------------------------- | --------------------------------- | ---------- |
| Mejor actor de reparto    | Enrique Villén                    | Candidato  |
| Mejor guion adaptado      | José Luis Garci Horacio Valcárcel | Candidatos |
| Mejor música original     | Pablo Cervantes                   | Candidato  |
| Mejor fotografía          | Raúl Pérez Cubero                 | Candidato  |
| Mejor montaje             | Miguel González-Sinde             | Candidato  |
| Mejor dirección artística | Gil Parrondo                      | Ganador    |
| Mejor sonido              | M. Rejas J. A. Bermúdez           | Candidatos |